# المسرب (دير الزور)
المسرب قرية سورية تتبع ناحية التبني في منطقة مركز دير الزور في محافظة دير الزور. بلغ عدد سكانها 4833 نسمة في عام 2004 حسب إحصاء المكتب المركزي للإحصاء.